# Шотландска кръсточовка
Шотландската кръсточовка (Loxia scotica) е вид птица от семейство Чинкови (Fringillidae).
Тя е незастрашен вид.

## Разпространение и местообитание
Разпространен е във Великобритания.